# Itala Maria Loffredo D'Ottaviano
Itala Maria Loffredo D'Ottaviano (1944) é professora titular em lógica e fundamentos da matemática na Universidade Estadual de Campinas, onde foi mestre e doutora, em 1982, orientada por Newton da Costa. Realizou pós-doutoramento nas universidades da Califórnia, Stanford e Oxford. É a primeira mulher latino-americana eleita para Académie Internationale de Philosophie des Sciences.

## Linhas de pesquisa
- Fundamentos e Aplicações das Lógicas Não-Clássicas: Lógicas Polivalentes e Lógicas Paraconsistentes
- Traduções entre Lógicas
- História e Filosofia de Lógica
- História e Filosofia da Ciência
- Operadores de Conseqüência e Interpretações (1968-1970)
- Teorias-J3 (1970-1982)
- Teoria de Modelos-J3 (1979-1993)
- Álgebra da Lógica
- Álgebra das Lógicas de Lukasiewicz
- Teoria da Quase-Verdade
- Sistemas de Dedução Natural, Cálculos de Sequentes e Tableaux Analíticos para Lógicas Paraconsistentes
- Cálculos de Seqüentes
- Sistemas de Dedução Natural
- Traduções entre Lógicas
- Lógica e Fundamentos da Matemática
- Aspectos Matemáticos e Computacionais das Traduções entre Lógicas
- Auto-Organização, Sistêmica e Informação
- Logical Consequence and Combinations of Logics - Fundaments and Efficient Applications

## Prêmios e títulos
- 2011 Presidente, Sociedade Brasileira de Lógica.
- 2011 Membro Eleito, Académie Internationale de Philosophie des Sciences.
- 2010 Membro, Academia Mexicana de Lógica.
- 2005 Manuscrito - Revista Internacional de Filosofia (2005). Logic and Philosophy of the Formal Sciences. A Festschriff for Itala M. Loffredo D'Ottaviano, 28, n.2, Centro de Lógica, Epistemologia e História da Ciência - CLE.
- 2005 Um prelúdio à lógica. Livro de autoria de Hércules de Araújo Feitosa e Leonardo Paulovich. Publicado pela Editora da UNESP - PROPP Didáticos, 2005. Homenagem a Itala M. Loffredo D'Ottaviano, Hércules de Araújo Feitosa e Leonardo Paulovich.
- 1993 Presidente (1993-1999) do Committee on Logic in LatinAmerica of the Association for Symbolic Logic, Association for Symbolic Logic.
- 1993 Membro da Comissão Técnica do Prêmio Moinho Santista - Lógica, Moinho Santista.
- 1993 Presidente - (1993-2002), Sociedade Brasileira de Lógica.
- 1978 Secretária Municipal, Prefeitura Municipal de Campinas.

### Sociedades
- Sociedade Brasileira de Lógica
- Sociedade Kant Brasileira - seção Campinas
- Sociedade Brasileira de Fenomenologia - SBF